# Kelt
Kelt – osłabiona ryba dwuśrodowiskowa (zwykle w odniesieniu do łososiowatych) spływająca z rzeki do morza po odbyciu tarła.